# Cuyuxtlahuac
Cuyuxtlahuac es una localidad del estado mexicano de Guerrero. Es parte del municipio de Alcozauca de Guerrero.

## Toponimia
El nombre «Cuyuxtlahuac» proviene del náhuatl, su significado es «Llano entre cerros».

## Demografía
| Gráfica de evolución demográfica |
|                                  |

| Censo | Población |
| ----- | --------- |
| 1900  | 36        |
| 1910  | 42        |
| 1921  | 226       |
| 1930  | 375       |
| 1940  | 412       |
| 1950  | 312       |
| 1960  | 438       |
| 1970  | 547       |
| 1980  | 779       |
| 1990  | 1 015     |
| 2000  | 1 181     |
| 2010  | 1 480     |
| 2020  | 1 471     |